# Garabatos
Garabatos är en ort i Mexiko.   Den ligger i kommunen Zimapán och delstaten Hidalgo, i den sydöstra delen av landet, 150 km norr om huvudstaden Mexico City. Garabatos ligger 1 989 meter över havet och antalet invånare är 209.
Terrängen runt Garabatos är kuperad. Runt Garabatos är det ganska tätbefolkat, med 134 invånare per kvadratkilometer. Närmaste större samhälle är Zimapan, 8,1 km sydväst om Garabatos. I omgivningarna runt Garabatos växer huvudsakligen savannskog.